# Société royale des sciences de Liège
La Société royale des sciences de Liège (SRSL) est une association belge fondée à Liège en 1835 par un groupe de professeurs d'université et d'érudits liégeois. Les objectifs de la société sont « l'avancement et la promotion des sciences astrophysiques, biochimiques, biologiques, biophysiques, chimiques, géographiques, géologiques et minéralogiques, mathématiques, physiques ».

## Prix quinquennaux
En 1985, à l'occasion de son 150e anniversaire, la société décida d'instituer une fondation, la Fondation pour le 150e anniversaire de la Société royale des sciences à Liège. Cette fondation créa les « Prix de la Société royale des sciences » destinés à encourager de jeunes chercheurs :
- « Prix Édouard Van Beneden » pour les sciences biologiques ;
- « Prix Louis d'Or » pour les sciences chimiques ;
- « Prix Lucien Godeaux » pour les sciences mathématiques ;
- « Prix Pol Swings » pour les sciences physiques.

## Prix annuels
À partir de l'année 2020, la Société Royale des Sciences de Liège a décidé de récompenser annuellement deux jeunes scientifiques de l'Université de Liège. Ces prix portent le nom de Prix annuels de la Société Royale des Sciences de Liège. Les buts poursuivis par cette initiative sont la promotion et la diffusion des Sciences et de leurs applications, ainsi que le soutien aux jeunes scientifiques en début de carrière. 
Lauréats : 
- Année 2023 : Xavier Raick & François Mazars
- Année 2022 : Chloé Galland & Benjamin Jentgen-Ceschino
- Année 2021 : Laurent Loosveldt & Sophie Rosu
- Année 2020 : Elsa Ducrot & Alexis Darras

## Publications
La Société a entrepris la publication et la diffusion des Mémoires de la Société à partir de 1843 et à partir de 1932 d'un Bulletin, le Bulletin de la Société royale des sciences de Liège. Ces publications font l'objet d'une évaluation par les pairs, sous la supervision d'un comité éditorial, et sont libres d'accès.

## Liste des présidents
- 1835 : Gaspard-Michel Pagani
- 1836 : Vincent Fohmann
- 1842 : Michel Gloesener (lb)
- 1843 : André Hubert Dumont
- 1844 : Jean-Nicolas Noël
- 1845 : Jean-Nicolas Noël
- 1845 : Edmond de Sélys Longchamps
- 1847 : Laurent-Guillaume de Koninck
- 1848 : Jean-Nicolas Noël
- 1849 : Jean-Baptiste Brasseur
- 1849 : Edmond de Sélys Longchamps
- 1851 : Michel Gloesener (lb)
- 1852 : Theodor Schwann
- 1854 : Joseph Chandelon
- 1855 : Antoine-Charles De Cuyper
- 1856 : Jean-Louis Trasenster
- 1857 : Laurent-Guillaume de Koninck
- 1858 : Le Major Coquilhat
- 1859 : Gustave de Walque
- 1860 : Theodor Schwann
- 1861 : Le Général Fredericks
- 1862 : Mathias Schaar
- 1863 : Isidore Kupfferschlaeger
- 1864 : Jules A.-M. Bourdon
- 1866 : Louis-Joseph Houtain
- 1867 : Eugène Charles Catalan
- 1868 : Emile Laguesse
- 1869 : Michel Gloesener (lb)
- 1870 : Louis Pérard
- 1871 : Charles Morren
- 1872 : François Folie
- 1873 : Jean-Baptiste Masius
- 1874 : Constant-François Vanlair
- 1875 : Édouard van Beneden
- 1876 : Le Major P. Le Boulangé
- 1877 : Joseph Graindorge
- 1878 : Edmond de Sélys Longchamps
- 1879 : Renier Malherbe
- 1880 : Charles Firket
- 1881 : Auguste Swaen
- 1882 : Constantin Le Paige
- 1883 : Gustave de Walque
- 1884 : Walthère Spring
- 1885 : Joseph Neuberg
- 1886 : Eugène Charles Catalan
- 1887 : Emile Ronkar
- 1888 : Jacques Deruyts
- 1889 : A. Jorissen
- 1890 : Auguste Gravis
- 1891 : P. Ubaghs
- 1892 : Max Lhoest
- 1893 : Julien Fraipont
- 1894 : Pierre De Heen
- 1895 : François Deruyts
- 1896 : J. Beaupain
- 1897 : Ernest Candèze
- 1898 : Gustave de Walque
- 1899 : Joseph Neuberg
- 1900 : Edmond de Sélys Longchamps
- 1901 : Auguste Gravis
- 1902 : Ernesto Cesàro
- 1903 : Gustave de Walque
- 1904 : Julien Fraipont
- 1905 : Hyacinthe Lonay
- 1906 : Pierre De Heen
- 1907 : Marcel Dehalu
- 1908 : J. Beaupain
- 1909 : Joseph Neuberg
- 1910 : Auguste Gravis
- 1911 : Ernesto Cesàro
- 1912 : J. Beaupain
- 1913 : Jacques Deruyts
- 1914 : Joseph Neuberg
- 1919 : Joseph Neuberg
- 1920 : Henri Micheels
- 1921 : Max Lohest
- 1922 : Ernesto Cesàro
- 1923 : Jacques Deruyts
- 1924 : Henri Janne
- 1925 : Marcel Dehalu
- 1926 : Max Lohest
- 1927 : Edouard Bourgeois
- 1928 : Auguste Gravis
- 1929 : Jacques Deruyts
- 1930 : Ernesto Cesàro
- 1931 : Marcel Dehalu
- 1932 : Edouard Bourgeois
- 1933 : Henri Janne
- 1934 : Hubert Damas
- 1935 : Paul Fourmarier
- 1936 : Edouard Bourgeois
- 1937 : Armand Du Chesne
- 1938 : Louis Fouarge
- 1939 : Maurice Huybrechts
- 1940 : Henri Buttgenbach
- 1941 : Rodolphe-Henri Germay
- 1942 : Charles Hanocq
- 1943 : Léonard Pauwen
- 1944 : Michel Legraye
- 1945 : Fernand Dacos
- 1946 : Rodolphe Germay
- 1947 : François Schoofs
- 1948 : Henri Duesberg
- 1953 : Lucien Godeaux
- 1954 : Marcel Guillemin
- 1955 : Marcel Dubuisson
- 1956 : André De Rassenfosse
- 1957 : André De Rassenfosse
- 1958 : Fernand Campus
- 1959 : Louis D'or
- 1960 : Jean Baudrenghien
- 1961 : Georges Gueben
- 1962 : Henri Brasseur
- 1963 : Octave Rozet
- 1964 : Joseph Melon
- 1965 : Marcel Florkin
- 1966 : Victor Desreux
- 1967 : Paul Michot
- 1968 : Jean Serpe
- 1969 : Jules Duchesne
- 1970 : Marcel Migeotte
- 1971 : Boris Rosen
- 1972 : Georges Duyckaerts
- 1973 : Marcel Renard
- 1974 : Paul Ledoux
- 1975 : René Spronck
- 1976 : Jean Govaerts
- 1977 : Henri-Georges Garnir
- 1978 : Léon Winand
- 1979 : François Jongman
- 1980 : Jean Godeaux
- 1981 : Joseph Jadot
- 1982 : Robert Huls
- 1983 : Gabriel Hamoir
- 1984 : Henri Breny
- 1985 : Jean Leclercq
- 1986 : Jean Lecomte
- 1987 : Joseph Mignolet
- 1988 : Jacques Momigny
- 1989 : Léo Houziaux
- 1990 : André Monfils
- 1991 : Jacques Collin
- 1992 : Jean Moutschen
- 1993 : Luc Delbouille
- 1994 : Charles Jeuniaux
- 1995 : Jules Varlet
- 1996 : Jules Beckers
- 1997 : Jean-Pierre Swings
- 1998 : Jacques Aghion
- 1999 : Jacques Bair
- 2000 : Yves Lion
- 2001 : Jacques Delwiche
- 2002 : André-Mathieu Fransolet
- 2003 : Pierre Lecomte
- 2004 : Jean-Pierre Thome
- 2005 : Jean Surdej
- 2006 : Françoise Reumacleu
- 2007 : Pascal Poncin
- 2008 : Paul Gerard
- 2009 : Emmanuelle Javaux
- 2010 : Thierry Bastin
- 2011 : André Matagne
- 2012 : Christian Damblon
- 2013 : Samuel Nicolay
- 2014 : Guy Maghuin-Rogister
- 2015 : Frédéric Hatert
- 2018 : Michaël De Becker
- 2021 : Bénédicte Vertruyen